# David Vázquez Martínez
David Vázquez Martínez (Tucumán, Argentina, 1930 - Madri, Espanha, 1985) foi um professor universitário e bioquímico argentino.
Foi um especialista em biologia molecular e microbiologia. Seus trabalhos se concentraram nos mecanismos de síntese biológica das proteínas e sua ação nos antibióticos.